# Zülfü Livaneli
Ömer Zülfü Livanelioğlu (Ilgın, 20 giugno 1946) è un musicista turco, romanziere, giornalista e regista, che è stato molto popolare per decenni.  È anche un esponente politico socialdemocratico di sinistra, ed è stato membro del Parlamento turco per una legislatura. Dal 1996 Livaneli è uno degli Ambasciatori di buona volontà dell'UNESCO.

## Il musicista
È noto soprattutto per la sua musica popolare in cui fonde la musica tradizionale turca con la musica contemporanea, in modo analogo a quanto realizzato da Bob Dylan e i suoi contemporanei negli Stati Uniti. Al suo concerto del 1997 ad Ankara assistettero non meno di 500.000 persone.
La sua collaborazione con il greco Mikīs Theodōrakīs è stata considerata un modo di esprimere e sostenere il collegamento tra le culture dei due paesi.
Livaneli ha composto circa 300 canzoni, una rapsodia (incisa dalla London Symphony Orchestra), e un balletto. Le sue composizioni hanno risonanza nazionale e sono state eseguite da artisti di livello internazionale come Joan Baez, Maria Farantouri, Maria del Mar Bonet, Udo Lindenberg, Haris Alexiou, Jocelyn B. Smith e Kate Westbrook. Ha scritto anche cinque plays e trenta colonne sonore. Tra queste ultime, la colonna sonora di Yol, diretto da Yilmaz Güney e vincitore della Palma d'oro al Festival di Cannes 1982, "Il gregge", diretto ancora Yılmaz Güney e Zeki Ökten, e "Shirin's Wedding" della regista tedesca Helma Sanders-Brahms.
La musica di Livaneli è stata pubblicata negli Stati Uniti, in Svezia, Germania, Paesi Bassi e Francia, ed egli ha fatto dozzine di concerti in giro per il mondo. Ha prodotto album e si è esibito con Mikis Theodorakis e Maria Farantouri, collaborando anche con Manos Hatzidakis, Giora Feidman, gli Inti-Illimani e Ángel Parra.  Nel 2010 ha cantato Mothers of the Disappeared con Bono e gli U2 al loro primo concerto in Istanbul.
Ha ricevuto, tra gli altri premi, il Best Album of the Year (Grecia), l'Edison Award (Paesi Bassi), il Best Album of the Year dell'Associazione dei critici musicali tedeschi, e il Premio Tenco in Italia (1999).

## Attività politica
Oltre all'attività artistica, Livaneli ha preso parte attivamente alla vita politica turca negli ultimi trent'anni, sempre su posizioni libertarie, pacifiste e multiculturali.
Dopo un periodo di carcerazione politica in seguito al colpo di stato del 1971, Livaneli scelse di lasciare il paese, vivendo in Svezia, Francia e Grecia. Tornato in patria, nel 1990 fondò con Mikis Theodorakis la Società per l'amicizia greco-turca.
Nelle elezioni turche del 2002 è stato eletto deputato al Parlamento turco nel collegio di Istanbul per il CHP (Partito Repubblicano del Popolo). Si è dimesso tuttavia dal CHP all'inizio del 2005, per protesta contro "i metodi politici non democratici e autoritari" del partito.
Durante la sua carriera politica ad Ankara, Livaneli ha presentato una proposta di legge per modificare l'articolo 301 del codice penale turco. L'emendamento prevedeva che il concetto di "identità turca" fosse sostituito da quello di "nazione turca", per porre l'accento sul concetto di "nazione" che, così come è formulato dalla Repubblica, accoglie e dà spazio a popolazioni di diverse origini, eliminando le tensioni derivanti dal concetto di "etnia" turca contrapposta alle altre fortemente presenti nel paese, come ad esempio quella curda. Oltre a ciò, nel 2006 ha presentato all'Assemblea nazionale la proposta di costituire una commissione d'inchiesta sull'aumento di violenza e fanatismo nel mondo giovanile. La proposta è stata accettata.
Dopo essersi dimesso dal partito, Livaneli ha comunque mantenuto la propria posizione nell'Assemblea nazionale come indipendente, fino alla scadenza del mandato. Non ha partecipato alle elezioni turche del 2007 e si è ritirato dalla politica attiva, concentrandosi sulla propria arte, la narrativa e il giornalismo. È editorialista del quotidiano Vatan.

## Film
Livaneli è stato il regista di 4 film: 
- Yer demir gök bakir (1987), presentato nella sezione Un Certain Regard  del Festival di Cannes 1987
- Sis (1988)
- Shahmaran (1993)
- Veda (2010), basato sulla vita di Mustafa Kemal Atatürk, ultimo film scritto e diretto da Livaneli

## Discografia parziale
- Chants Révolutionnaires Turcs - 1973
- Eşkıya Dünyaya Hükümdar Olmaz - 1975
- Merhaba - 1977
- Nazım Türküsü - 1978
- The Bus (OST) - 1978
- Alamanya Beyleri - 1979
- Atlının Türküsü - 1979
- Günlerimiz – 1980
- İnce Memet Türküsü – 1980
- Maria Farandouri Livaneli Söylüyor – 1982
- Yol (Soundtrack) – 1983
- Eine Auswahl – 1983
- Ada – 1983
- İstanbul Konseri (Concert) – 1984
- Güneş Topla Benim İçin – 1985
- Livaneli / 10 Yılın Ezgisi – 1986
- Zor Yıllar – 1986
- Hoşgeldin Bebek – 1986
- Gökyüzü Herkesindir – 1987
- Soundtracks – 1988
- Crossroads (New Age) – 1990
- Saat 4 Yoksun – 1993
- Neylersin – 1995
- Yangın Yeri – 1996
- Janus (Symphonic Poems) – 1996
- Livaneli & Theodorakis : Together – 1997
- Efsane Konserler – 1997
- Nefesim Nefesine – 1998
- New Age Rhapsody, London Symphony Orchestra Plays Livaneli - 1999
- Unutulmayanlar – 1999
- İlk Türküler – 2001
- Hayata Dair - 2005